# 主干部分
在语言习得领域中，一个动词的主干部分指的是那些习语者为了进行变位所必须记忆的动词形式。这个概念起源于人文主义的拉丁语学校，那里的学生通过反复诵读四种主要形式来学习动词，其他的变位形式都可以从这四种主要形式中导出，例如：
 –  –  –   （“携带”“拿来”）
并非所有语言都以这种方式教授。以法语为例，规则动词只从单一形式衍生而来，而不规则动词由于过于随机，不能从几个固定的形式进行推导。但这一理论可以应用于那些动词拥有某些“规则的不规则性”的语言中，即那些不规则性出现于原本规则的系统中的同一位置的语言。
尽管“主干部分”通常应用于动词，相同的现象可以在某些语言的名词和其他词性中发现。

## 古典语言

### 拉丁语
在拉丁语中，大多数动词拥有四个主干部分。例如，动词“携带”的主干形式是  –  –  – ，分别是这个动词的第一人称单数直陈式现在时主动态、现在时主动态不定式、第一人称单数直陈式完成时主动态和中性分词。绝大多数的动词变位基于前两个主干部分：“我将携带” 衍生自词根 ，后者来自这个动词的现在时不定式；所有的主动态完成时变位衍生自第三主干部分（故而 , "I had carried" 来自词根 ）；而完成式分词（portātus, portāta, portātum）派生自中性分词，与助动词  一起构成完成时被动态分词。在书写拉丁语诗歌时，助动词常常被省略。
对许多拉丁语动词来说，主干部分是可预测的：上述的  使用了单一的词干 ，所有的主干部分是由这个词干加上词缀 -ō – -āre – -āvī – -ātum 构成。有些动词则拥有更为复杂的形式：（我统治）的完成时形式为 ，完成时分词为 ，分别来自 * 和 *。少数动词，例如“是”sum – esse – fuī – futūrum，则更为不规则。
有些动词的主干部分少于四个：异相动词，例如“激励、敦促”hortŏr – hortāri – hortātus sum，没有完成时，而半异相动词如“敢”audeō – audēre – ausus sum 与之相同；在这两种情况下，被动态表达主动态的含义，因而所有的完成时被完成时分词取代了。少数动词的主干部分数量更少，其中的一例是“讨厌”ōdī – ōdisse，它只有单个词干派生出的完成时。

### 古希腊语
古希腊语的动词有六个主干部分：现在时（I），将来时（II），不定过去式（III），完成时（IV），完成时中动态（V）和不定过去时被动态（VI），均为这个动词的第一人称单数形式：
- 第一种形式（I）派生出整个现在时系统，以及未完成过去时。
- 第二种形式（II）派生出将来时主动态和中动态。
- 第三种形式（III）派生出不定过去时主动态和中动态。
- 第四种形式（IV）派生出完成时和过去完成时的主动态，以及（极罕见的）将来完成时主动态。
- 第五种形式（V）派生出完成时和过去完成时的中动态，以及（罕见的）将来完成时中动态。
- 第六种形式（VI）派生出不定过去时和将来时的被动态。

一个主干部分有时可以从另一个推出，但并不绝对。对于一些类别的动词来说，所有的主干部分可以由第一个推导出其他。

## 日耳曼语族

### 英语
除去四个常见的不规则动词，所有其他动词的主干部分是其不定式、过去式和过去分词。这些英语动词的所有形式均可以从这三个主干部分派生而出。有四个动词的第三人称单数形式难以推导得出，而动词 be（是）的不规则变化则多达7种。英语中，主干部分的表格或背诵往往省略过去分词的助动词，以使其与语法含义截然不同的过去式相同。例如，动词 take 的主干部分为 take – took – (have) taken，动词 bet 的为bet – bet – (have) bet，而动词 break 的则为 break – broke – (have) broken。除了一些拼写改变如catch – catches, fly – flies 和 teach – teaches 外，不规则动词的第三人称单数形式为不定式后+"s"，与规则动词的变化相同。

#### 不规则动词及其主干部分的例子
| 部分     | 变位   |
| -------- | ------ |
| 不定式   | to sew |
| 过去式   | sewed  |
| 过去分词 | sewn   |

| 部分     | 变位    |
| -------- | ------- |
| 不定式   | to sing |
| 过去式   | sang    |
| 过去分词 | sung    |

| 部分     | 变位   |
| -------- | ------ |
| 不定式   | to cut |
| 过去式   | cut    |
| 过去分词 | cut    |

#### 规则动词
绝大多数动词都是规则的，可以直接从其不定式派生出其所有形式。例如，动词“爱”  系统地派生出其所有形式（love, loved, loving, has loved, loves）；由于这些形式都可以从其基本形式（词典中的形式，在英语中为其裸不定式），因而不需要学习其他主干部分。与此相对，不规则动词，例如“唱歌”，其形式  和  不能直接派生出，故而学习者必须记忆这三种主干部分，sing – sang – (have) sung。一般现在时的第三人称单数（he/she/it）形式由不定式+"s"给出；除了那些以单个-o结尾的动词，或者以-s、-x、-z、-sh、-ch 结尾的动词，这些情况下为不定式+"es"。而三个不规则动词（及其衍生）的三单形式则需要单独学习（例如，has, does, undoes, redoes）。
| 部分     | 变位     |
| -------- | -------- |
| 不定式   | to score |
| 过去式   | scored   |
| 过去分词 | scored   |

| 部分     | 变位    |
| -------- | ------- |
| 不定式   | to risk |
| 过去式   | risked  |
| 过去分词 | risked  |

| 部分     | 变位    |
| -------- | ------- |
| 不定式   | to stop |
| 过去式   | stopped |
| 过去分词 | stopped |

#### 高度不规则动词
英语中有三个动词（及其衍生）的现在时三单形式极不规则。因此，三个主干部分不足以涵盖其全部变位。
| 部分       | 变位      |
| ---------- | --------- |
| 不定式     | to have   |
| 现在时三单 | has (hæz) |
| 过去式     | had       |
| 过去分词   | had       |

| 部分       | 变位       |
| ---------- | ---------- |
| 不定式     | to say     |
| 现在时三单 | says (sɛz) |
| 过去式     | said       |
| 过去分词   | said       |

| 部分       | 变位       |
| ---------- | ---------- |
| 不定式     | to do      |
| 现在时三单 | does (dʌz) |
| 过去式     | did        |
| 过去分词   | done       |

#### 是（to be）
动词“是” 高度不规则，其拥有七个独立的形式。
| 部分                         | 变位  |
| ---------------------------- | ----- |
| 不定式                       | to be |
| 现在时第一人称单数           | am    |
| 现在时复数和第二人称单数     | are   |
| 现在时第三人称单数           | is    |
| 过去式第一人称、第三人称单数 | was   |
| 过去式复数和第二人称单数     | were  |
| 过去分词                     | been  |

### 德语
德语的情况与英语十分相似。规则动词无需记忆主干部分，因为所有的形式都可以从不定式派生而来。但是选择完成时的助动词可能会有一些不确定性，助动词可以是  ("to have") 和  ('to be')。一个解决方法是记忆不定式和这个动词的第三人称单数完成时，这也是一些老师推荐的做法。
tanzen – er hat getanzt
强变化动词和不规则的弱变化动词则更为复杂。就像在英语中一样，这些动词通常需要记忆三个主干部分：不定式-第三人称单数过去时-第三人称单数完成时。
singen – sang – gesungen （“唱”-一个典型的强变化动词）
bringen – brachte – gebracht （“携带”-一个不规则的弱变化动词）
但是，为了得出完整的变位表，习语者还需要知道动词的第三人称单数现在时形式和第三人称单数过去时虚拟式，这其中有一些特殊性。
一少部分动词拥有着其他的不规则性，其中的大多数局限于现在时的形式中。

### 冰岛语
冰岛语有四个主干部分，取决于动词的类型：

#### 弱变化动词
冰岛语的弱变化动词具有如下的主干部分：
| 第一主干部分         | 第二主干部分             | 第三主干部分                   |
| 不定式               | 第一人称单数直陈式过去时 | 过去分词                       |
| -------------------- | ------------------------ | ------------------------------ |
| að borða ("to eat")  | ég borðaði ("I ate")     | ég hef borðað ("I have eaten)  |
| Að elska ("to love") | ég elskaði ("I loved")   | ég hef elskað ("I have loved") |

从第一主干部分 (að borða, "to eat") 可以推导出虚拟式现在时形式 (þótt ég borði, "though I eat")；从第二主干部分 (ég borðaði, "I ate") 可以推导出虚拟式过去时形式 (þótt ég borðaði, "though I ate")。
在一些不含元音词干 "a" 的弱变化动词类型中，直陈式现在时单数会发生更多的变化，但仍然是可以预测的。

#### 强变化动词
冰岛语强变化动词拥有以下的主干部分：
| 第一主干部分         | 第二主干部分             | 第三主干部分             | 第四主干部分                   |
| 不定式               | 第一人称单数直陈式过去时 | 第一人称复数直陈式过去时 | 过去分词                       |
| -------------------- | ------------------------ | ------------------------ | ------------------------------ |
| Að finna ("to find") | Ég fann ("I found")      | Við fundum ("we found")  | Ég hef fundið ("I have found") |

从第一主干部分 (að finna, "to find") 可以推导出虚拟式现在时形式 (þótt ég finni, "though I find")；从第三主干部分 (við fundum, "we found") 可以推导出虚拟式过去时形式 (þótt ég fyndi, "though I found")。
这类动词的单数直陈式现在时也可能发生更多变化（如i变音、齿音后缀同化等），这些变化使动词一眼看去不是很规则。但这这些变化主要是规则变化，就像弱变化动词一样。

#### 过去-现在式动词
冰岛语的过去-现在式动词拥有如下主干部分：
| 第一主干部分         | 第二主干部分             | 第三主干部分             | 第四主干部分                 |
| 不定式               | 第一人称单数直陈式现在时 | 第一人称单数直陈式过去时 | 过去分词                     |
| -------------------- | ------------------------ | ------------------------ | ---------------------------- |
| Að kunna ("to know") | Ég kann ("I know")       | Ég kunni ("I knew")      | Ég hef kunnað ("I've known") |

从第一主干部分 (að kunna, "to know") 可以推导出虚拟式现在时形式 (þótt ég kunni, "though I knew")；从第三主干部分 (ég kunni, "I knew") 可以推导出虚拟式过去时形式 (þótt ég kynni, "though I knew")。

#### Ri动词
冰岛语的Ri动词拥有如下的主干部分：
| 第一主干部分        | 第二主干部分             | 第三主干部分                   |
| 不定式              | 第一人称单数直陈式过去时 | 过去分词                       |
| ------------------- | ------------------------ | ------------------------------ |
| Að snúa ("to turn") | Ég sneri ("I turned")    | Ég hef snúið ("I have turned") |
| Að gróa ("to heal") | Ég greri ("I healed")    | Ég hef gróið ("I have healed") |
| Að núa ("to rub")   | Ég neri ("I rubbed")     | Ég hef núið ("I have rubbed")  |
| Að róa ("to row")   | Ég reri ("I rowed")      | Ég hef róið ("I have rowed")   |

从第一主干部分 (að snúa, "to turn") 可以推导出虚拟式现在时形式 (þótt ég snúi, "though I turn")；从第二主干部分 (ég sneri, "I turned") 可以推导出虚拟式过去时形式 (þótt ég sneri, "though I turned")。

## 其他语言

### 西班牙语
除了一些高度不规则的动词，西班牙语的动词通常只有不定式这一个主干部分；根据不定式的形态，这些动词可以被归在三种变位规则之下（根据不定式的词尾，分别是 -ar、-er 或 -ir）。但是，一些学者认为通过添加另一个主干部分来规范元音交替的动词。例如，“伤害” 常被视作不规则动词，因为其变位（例如“我伤害” 和“你伤害”）之中，词根中的元音变成了一个双元音。但是，如果将第一人称单数直陈式现在时形式（hiero）也纳入主干部分，并且注意到双元音仅在重读音节出现，那么  的变位就是完全可预测的了。

### 法语
规则动词仅拥有一个主干部分（不定式），且这个动词的所有变位都由其不定式给出。有些动词需要进行拼写变化，在这种情况下，可以认为这个动词拥有两个或三个主干部分，这取决于发生了多少拼写变化。这些拼写变化包括双写元音、添加变音符号、添加字母 e，以及改变字母（例如将 y 变成 i）。

#### 七个主干部分
不规则动词往往更加复杂，拥有七个主干部分。其中的大多数都不能从不定式简单变化而来。对于一些动词来说，一个主干部分与另一个可能截然不同。
| 主干部分                          | 如何得到词干                   | 词干“继承”的（规则）部分                       |
| --------------------------------- | ------------------------------ | ---------------------------------------------- |
| 不定式                            | 去掉结尾的 -er, -ir, -oir, -re | —                                              |
| 第一人称单数直陈式现在时 (1S)     | 去掉结尾的 -s, -e              | 不定式词干                                     |
| 第一人称复数直陈式现在时 (1P)     | 去掉结尾的 -ons                | 不定式词干                                     |
| 第三人称复数直陈式现在时 (3P)     | 去掉结尾的 -ent                | 第一人称复数现在时词干                         |
| （第一人称单数）将来时 (FUT)      | 去掉结尾的 -ai                 | 全不定式词干 （去掉任何的 -e）                 |
| （阳性单数）过去分词 (PP)         | 整个单词                       | 不定式词干, 加上 -i （若以 -re 结尾，则加 -u） |
| （第一人称单数）简单过去时 (PAST) | 去掉结尾的 -s, -ai             | 过去分词 （去掉任何的 -s 或 -t）               |

变位表如下：
| 直陈式    | 直陈式     | 直陈式       | 直陈式     | 虚拟式  | 虚拟式       | 条件式      | 命令式    |                                                                              |
| --------- | ---------- | ------------ | ---------- | ------- | ------------ | ----------- | --------- | ---------------------------------------------------------------------------- |
| 现在时    | 简单过去时 | 未完成过去时 | 简单将来时 | 现在时  | 未完成过去时 | 现在时      | 现在时    |                                                                              |
| je        | 1S+s       | PAST+s       | 1P+ais     | FUT+ai  | 3P+e         | PAST+sse    | FUT+ais   |                                                                              |
| tu        | 1S+s       | PAST+s       | 1P+ais     | FUT+as  | 3P+es        | PAST+sses   | FUT+ais   | （与第三人称单数直陈式现在时变位相同。若以元音结尾，则与第二人称单数相同。） |
| il/elle   | 1S+t1      | PAST+t       | 1P+ait     | FUT+a   | 3P+e         | PAST+ˆt     | FUT+ait   |                                                                              |
| nous      | 1P+ons     | PAST+ˆmes    | 1P+ions    | FUT+ons | 1P+ions      | PAST+ssions | FUT+ions  | （与第一人称复数直陈式现在时相同）                                           |
| vous      | 1P+ez      | PAST+ˆtes    | 1P+iez     | FUT+ez  | 1P+iez       | PAST+ssiez  | FUT+iez   | （与第二人称复数直陈式现在时相同）                                           |
| ils/elles | 3P+ent     | PAST+rent    | 1P+aient   | FUT+ont | 3P+ent       | PAST+ssent  | FUT+aient |                                                                              |

1 当词干以 d 或 t 结尾时，-t 会被去掉。例如，“他买”为 il vend，而非 il vendt。

##### 以 plaire 为例
| 直陈式    | 直陈式     | 直陈式       | 直陈式     | 直陈式     | 虚拟式    | 虚拟式       | 条件式    | 命令式 |         |
| --------- | ---------- | ------------ | ---------- | ---------- | --------- | ------------ | --------- | ------ | ------- |
| 现在时    | 简单过去时 | 未完成过去时 | 将来时     | 复合过去时 | 现在时    | 未完成过去时 | 现在时    | 现在时 |         |
| je / j'   | plais      | plus         | plaist     | plairt     | ai plu    | plaist       | plut      | plairt |         |
| tu        | plais      | plus         | plaist     | plairt     | as plu    | plaist       | plut      | plairt | plais   |
| il/elle   | plaît      | plut         | plaist     | plaira     | a plu     | plaist       | plût      | plairt |         |
| nous      | plaist     | plûmes       | plaisions  | plairons   | avons plu | plaisions    | plussions | plairt | plaist  |
| vous      | plaisez    | plût         | plaisiez   | plairt     | avez plu  | plaist       | plussiez  | plairt | plaisez |
| ils/elles | plaisent   | plurent      | plaisaient | plairont   | ont plu   | plaisent     | plussent  | plairt |         |

#### 拥有11个主干部分的动词
一些高度不规则的动词需要11个主干部分以进行完全的变位。这包含其上的7个主干部分、一个虚拟式形式及不同的现在分词形式、命令式形式和过去分词形式。

#### 全不规则动词
动词 、 和  更为不规则，它们拥有超过11个主干部分。

### 苏格兰盖尔语
在苏格兰盖尔语中，规则动词拥有两个主干部分：命令式和其名词，例如“亲吻”  – 。所有的限定形式都能由其命令式  导出，所有的非限定形式都能从其动名词  导出。而10个不规则动词则可从四个主干部分导出，仅存在两三个小的异常（意外的辅音弱化）。

### 卢干达语
卢干达语动词的主干部分是命令式（与词干不同）、第一人称单数现在时和修饰词干。例如，动词“说” 的主干部分是  –  – 。
现在时、远过去时、近将来时、远将来时，虚拟式和不定式派生自命令式；现在完成时、近过去时和条件式派生自修饰词干。
理论上第二主干部分可以由第一主干部分推导而来，但实际上第二主干部分非常复杂，故而常常作为一个单独的主干部分记忆。